# Papiro 60
O Papiro 60 ({\displaystyle {\mathfrak {P}}}60) é um antigo papiro do Novo Testamento que contém os capítulos dezesseis, dezessete, dezoito e dezenove do Evangelho de João (João 16:29–João 19:26).